# ماس‌دریل
ماس‌دریل (به هلندی: Maasdriel) یک شهرستان در هلند است که در خلدرلاند واقع شده‌است. ماس‌دریل ۴ متر بالاتر از سطح دریا واقع شده‌است.